# Arnold Strongman Classic 2010
Arnold Strongman Classic 2010 – doroczne, indywidualne zawody siłaczy, organizowane od 2002 przez Arnolda Schwarzeneggera. Zawody trwają dwa dni i są to jedne z najbardziej prestiżowych na świecie zawodów siłaczy. Dodatkową atrakcją są bardzo wysokie nagrody pieniężne. Była to dziewiąta edycja tych zawodów.
Po raz pierwszy rozegrane zostały dodatkowe zawody, Mistrzostwa Świata Siłaczy Niezawodowych (Arnold Amateur Strongman), dla zawodników którzy nie brali wcześniej udziału w głównych mistrzostwach siłaczy. Zwycięzca mistrzostw niezawodowych (Mike Jenkins  Stany Zjednoczone) otrzymał zaproszenie do startu w następnych profesjonalnych zawodach Arnold Strongman Classic 2011.

## Arnold Strongman Classic
Data: 5, 6 marca 2010

Miejsce: Columbus, stan Ohio  Stany Zjednoczone
WYNIKI ZAWODÓW:
| Miejsce | Zawodnik          | Kraj              | Punkty | Nagroda  |
| ------- | ----------------- | ----------------- | ------ | -------- |
| 1.      | Derek Poundstone  | Stany Zjednoczone | 45     | $ 45 000 |
| 2.      | Žydrūnas Savickas | Litwa             | 41     | $ 20 000 |
| 3.      | Travis Ortmayer   | Stany Zjednoczone | 37,5   | $ 15 000 |
| 4.      | Michaił Koklajew  | Rosja             | 37     | $ 10 000 |
| 5.      | Brian Shaw        | Stany Zjednoczone | 33     | $ 8000   |
| 6.      | Dave Ostlund      | Stany Zjednoczone | 22,5   | $ 6000   |
| 7.      | Phil Pfister      | Stany Zjednoczone | 20,5   | $ 5000   |
| 8.      | Kostiantyn Iljin  | Ukraina           | 17     | $ 3000   |
| 9.      | Nick Best         | Stany Zjednoczone | 13     | $ 2000   |
| 10.     | Brian Siders      | Stany Zjednoczone | 8,5    | $ 1000   |